# NGC 6947
NGC 6947 é uma galáxia espiral barrada (SBb) localizada na direcção da constelação de Microscopium. Possui uma declinação de -32° 29' 11" e uma ascensão recta de 20 horas, 41 minutos e 15,0 segundos.
A galáxia NGC 6947 foi descoberta em 28 de Setembro de 1834 por John Herschel.